# Refugio antiaéreo del Altozano
El refugio antiaéreo del Altozano, también conocido como refugios antiaéreos del Altozano o búnker del Altozano, es un refugio antiaéreo de la guerra civil española ubicado bajo la plaza del Altozano en la ciudad española de Albacete.

## Historia
Con motivo de la guerra civil española se construyeron zanjas de seguridad, túneles y refugios por toda la ciudad para protegerse de los bombardeos. Entre ellos, el del Altozano, situado en pleno centro de la ciudad. 
Fue construido en 1937 en la histórica plaza del Altozano utilizando fábrica de ladrillo y mortero de cemento relleno de hormigón. 
El refugio se compone de galerías y pasillos. Durante la guerra civil española contaba con bancos para sentarse mientras se producían los bombardeos y guardias de seguridad. Salvó la vida a miles de personas durante el conflicto bélico.

## Usos
En la actualidad el búnker alberga una oficina de turismo de la capital albaceteña y un museo con exposiciones temporales sobre la historia de la capital creada por los árabes como «Al-Basit».